# William Giles
Pour les articles homonymes, voir Giles.
William Giles (1872-1939) est un artiste peintre et graveur britannique, réputé pour ses estampes en couleurs.

## Biographie

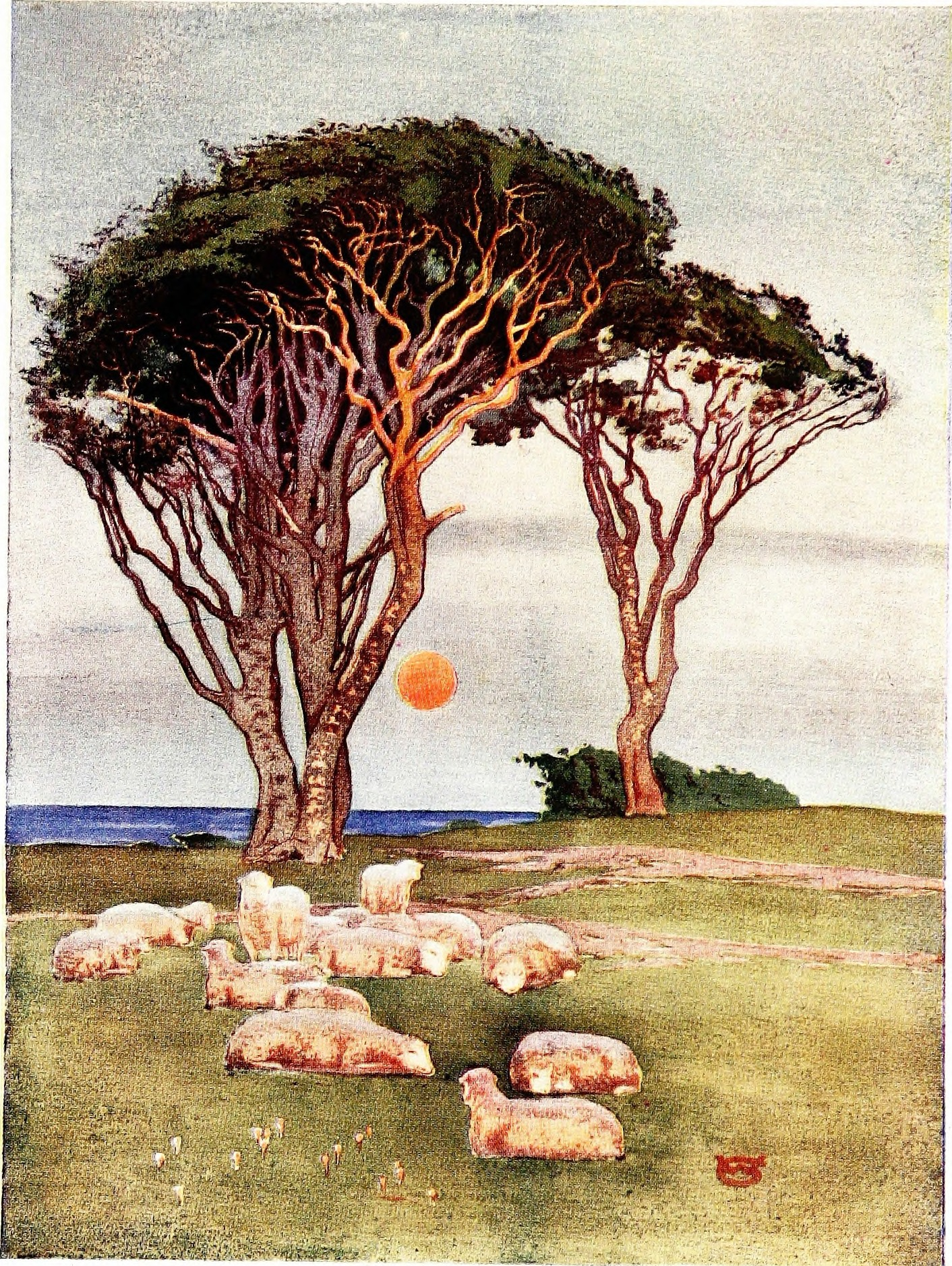
A Midsummer Night, eau-forte originale en couleurs (avant 1913).

Né le 19 novembre 1872 à Reading, second fils de William John Giles (1835–1924), artisan doreur, William Giles y devient l'élève de Frank Morley Fletcher qui lui fait découvrir l'art japonais de l'ukiyo-e avant d'intégrer le Royal College of Art. Il ouvre ensuite un atelier à Chelsea (Londres) et produit des estampes en couleurs en mêlant les techniques de l'eau-forte et du bois, qu'il adapte en opérant son tirage à partir de cinq plaques seulement (quatre en zinc et une en cuivre). Cette prouesse est saluée par Charles Holme (en), directeur du magazine The Studio en 1913. Il cofonde la Society of Graver-Printers in Colour, dans l'atelier londonien de Théodore Roussel, en 1909, et organise un salon annuel pendant près de vingt ans,,. En 1931, il lance une revue, The Colour Print Club Journal, qui repose sur une association d'artistes tels que Sydney Lee (en), William Monk (en), Allen W. Seaby (en), Yoshijiro Urushibara et Émile Antoine Verpilleux (en) (dont d'anciens élèves de Fletcher). 
Il produit essentiellement des paysages. Entre autres voyages, Giles effectua quelques séjours à Paris.
Il s'est marié à la peintre Ada Matilda Shrimpton (1858-1925) qu'il rencontre en 1907 à Venise alors qu'elle est déjà réputée comme artiste, qu'elle a exposé trois fois au Salon des artistes français à Paris, et avec laquelle il va produire de nombreuses estampes selon la « méthode Giles » ; le couple signe ensemble.
William Giles meurt à Newport (Essex), le 24 février 1939.